# Федде, Эрик
Эрик Джеймс Федде (англ. Erick James Fedde, 25 февраля 1993, Лас-Вегас) — американский бейсболист, питчер клуба Главной лиги бейсбола «Вашингтон Нэшионалс».

## Карьера
Эрик Федде родился 25 февраля 1993 года в Лас-Вегасе. В детстве он занимался плаванием, играл в теннис, баскетбол и американский футбол. Во время учёбы в старшей школе Лас-Вегаса в Санрайз-Манор, где его одноклассником был Брайс Харпер, Эрик сосредоточился на бейсболе и футболе. В последнем он достиг определённых успехов, дважды становившись чемпионом штата.
Сразу после окончания школы, в 2011 году, Федде был задрафтован клубом «Сан-Диего Падрес», но от подписания контракта отказался, поступив в Университет Невады в Лас-Вегасе. В сезонах 2012 и 2013 годов он провёл за студенческую команду по пятнадцать матчей в качестве стартового питчера. В мае 2014 года Эрик получил травму и перенёс операцию Томми Джона, из-за которой пропустил почти весь чемпионат.
На драфте МЛБ 2014 года в первом раунде он был выбран клубом «Вашингтон Нэшионалс».
Перед началом сезона 2017 года Эрик оценивался как лучший молодой питчер системы клуба. Он начал год в составе «Гаррисберг Сенаторз», а по ходу чемпионата был переведён в клуб AAA-лиги «Сиракьюз Чифс». В июле он дебютировал в Главной лиге бейсбола в матче против «Колорадо Рокиз».
В 2018 году Эрик получил возможность проявить себя в качестве питчера стартовой ротации клуба, но из-за травм пропустил около двух месяцев. В регулярном чемпионате он сыграл в одиннадцати матчах, одержав две победы и потерпев четыре поражения.